# Timothée Colani
Timothée Colani (født 29. januar 1824 i Lemé, død 2. september 1888 i Grindelwald) var en fransk reformert teolog.
Colani blev 1852 præst i Strassburg, 1861 professor sammesteds, først i fransk litteratur, senere i praktisk teologi, 1864 Dr. theol.. 1850-69 udgav Colani den frisindede, af nyrationalistisk tysk teologi påvirkede Revue de théologie, der blev bekæmpet af det ortodokse parti, og han blev fører for de liberale protestanter i Frankrig (Union protestante libérale). Efter krigen 1870 nedlagde Colani sit embede og opholdt sig i reglen i Paris, hvor han blev bibliotekar ved Sorbonne og stadig kæmpede for liberalisme i kirke og stat. Hans vigtigste skrifter hidrører imidlertid fra hans ophold i Strassburg, således to prædikensamlinger (Sermons, 1857-60) og Jésus Christ et les croyances messianiques de son temps (1864).